# FA Cup 1872/73

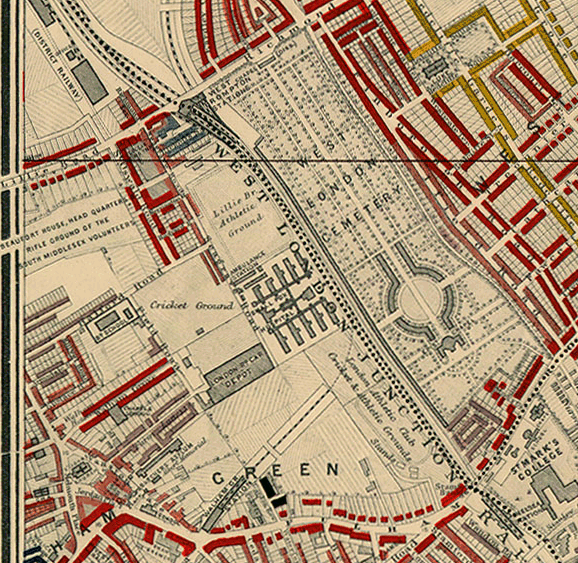
Das Finale fand im Lillie Bridge statt

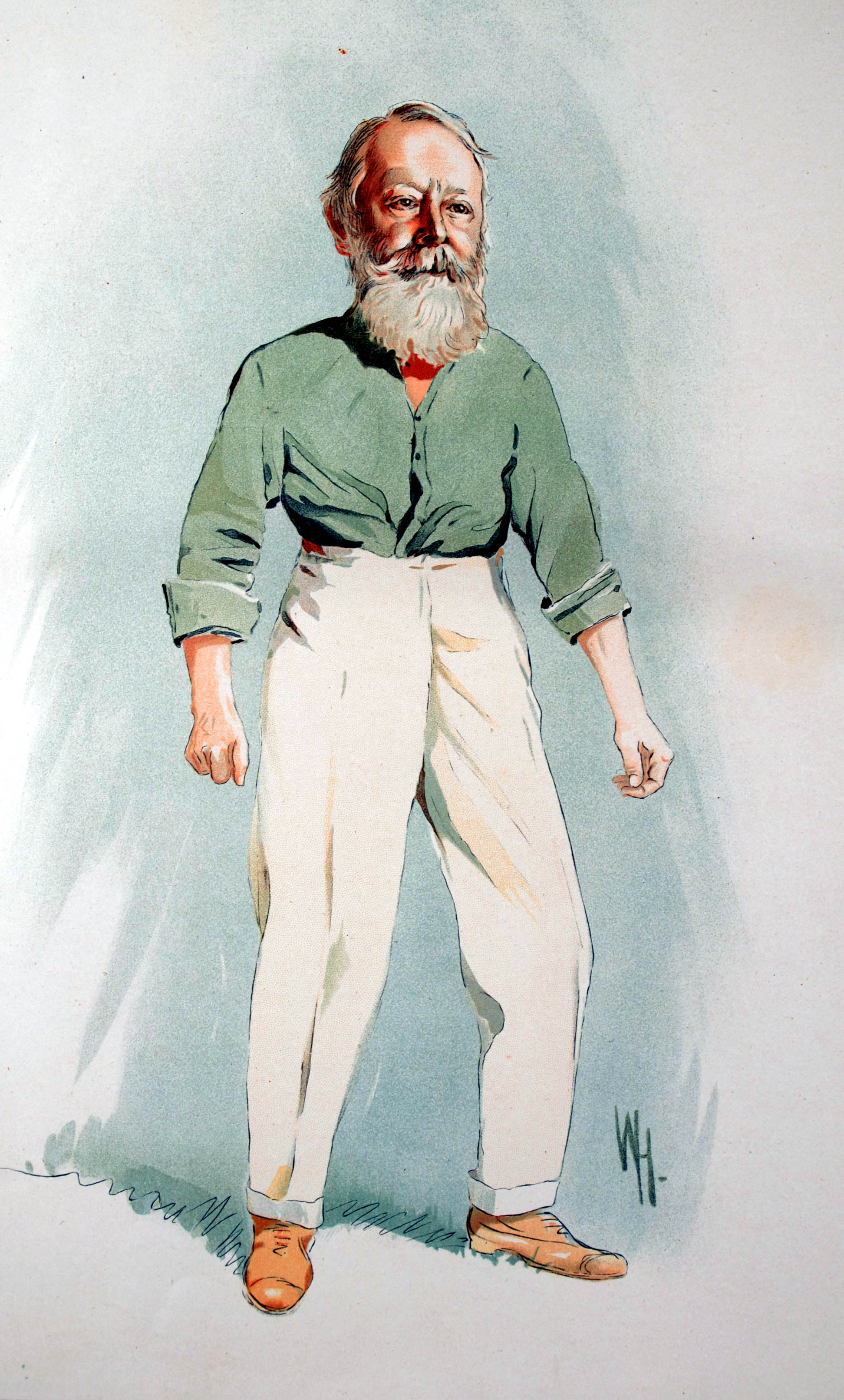
Arthur Kinnaird schoss das erste Tor im Finale

Der FA Cup 1872/73 war die zweite Austragung des The Football Association Challenge Cup (meist als FA Cup bekannt). Die Pokalsaison begann mit 14 Vereinen; insgesamt waren jedoch 16 Vereine vertreten, da der FC Queen’s Park in den Runden bis zum Halbfinale kein Gegner zugeteilt wurde, um die Transportkosten zu reduzieren. Zusätzlich wurde der Pokalsieger Wanderers FC direkt für das Finale qualifiziert, um den Challenge-Charakter des Wettbewerbs zu erhalten. Dies war das einzige Mal, dass der Pokal auf diese Weise ausgetragen wurde.
Der Pokalwettbewerb startete am 19. Oktober 1872 mit der Ersten Runde und endete mit dem Finale im Lillie Bridge in London am 29. März 1873 vor einer Kulisse von etwa 3.000 Zuschauern. Der Mangel an Interesse ist mit einem zeitgleich stattfindenden Boat Race zu erklären.
Der Sieger des Wettbewerbes wurde erneut Wanderers FC.

## Wettbewerb

### Erste Runde
| Datum             |                  | Ergebnis |                       | Zuschauer |
| ----------------- | ---------------- | -------- | --------------------- | --------- |
| 19. Oktober 1872  | Barnes FC        | 0:1      | FC South Norwood      | 1.200     |
| 26. Oktober 1872  | FC Maidenhead    | 1:0      | FC Marlow             | 1.390     |
| 26. Oktober 1872  | Reigate Priory   | 2:4      | Windsor Home Park     | 800       |
| 26. Oktober 1872  | Civil Service FC | 0:3      | Royal Engineers AFC   | 1.000     |
| 26. Oktober 1872  | Upton Park FC    | 0:2      | 1st Surrey Rifles     | 1.500     |
| 26. Oktober 1872  | Crystal Palace   | 2:3      | Oxford University AFC | 1.459     |
| nicht ausgetragen | Clapham Rovers   |          | Hitchin FC            | –         |

### Zweite Runde
Royal Engineers AFC kamen automatisch in das dritte Runde. Das Spiel zwischen FC South Norwood und Windsor Home Park wurde annulliert und später wiederholt.
| Datum             |                   | Ergebnis         |                       | Zuschauer |
| ----------------- | ----------------- | ---------------- | --------------------- | --------- |
| 23. November 1872 | Clapham Rovers    | 0:3              | Oxford University AFC | 1.562     |
| 23. November 1872 | 1st Surrey Rifles | 0:3              | FC Maidenhead         | 700       |
| 23. November 1872 | FC South Norwood  | 1:0 (annulliert) | Windsor Home Park     | 800       |

#### Wiederholungsspiel
| Datum            |                   | Ergebnis |                  | Zuschauer |
| ---------------- | ----------------- | -------- | ---------------- | --------- |
| 7. Dezember 1872 | Windsor Home Park | 3:0      | FC South Norwood | 900       |

### Dritte Runde
| Datum             |                       | Ergebnis |                     | Zuschauer |
| ----------------- | --------------------- | -------- | ------------------- | --------- |
| 9. Dezember 1872  | Oxford University AFC | 1:0      | Royal Engineers AFC | 800       |
| 21. Dezember 1872 | Windsor Home Park     | 0:1      | FC Maidenhead       | 900       |

### Vierte Runde
| Datum           |                       | Ergebnis |               | Zuschauer |
| --------------- | --------------------- | -------- | ------------- | --------- |
| 3. Februar 1873 | Oxford University AFC | 4:0      | FC Maidenhead | 800       |

### Halbfinale
Die Halbfinale zwischen Oxford University AFC und Queen’s Park fand nicht statt, weil die schottische Mannschaft auf ihre Teilnahme verzichtete. Eine andere Quelle informiert, dass das Spiel tatsächlich stattgefunden habe, wobei Queen’s Park gewann und dann verzichtete, weil sie ihre Transportkosten nach London nicht decken konnten.

### Finale
| Wanderers FC                                                  | Wanderers FC | Oxford University AFC | Oxford University AFC |
| ------------------------------------------------------------- | --- | --- | --------------------- |
| Wanderers FC                                                  | \| Finale \| \| Samstag, 23. März 1873 um 11:30 Uhr in London (Lillie Bridge) \| \| Ergebnis: 2:0 (1:0) \| \| Zuschauer: 3.000 \| \| Schiedsrichter: Alfred Stair (Upton Park) \| \| Spielbericht \|                                        | \| Finale \| \| Samstag, 23. März 1873 um 11:30 Uhr in London (Lillie Bridge) \| \| Ergebnis: 2:0 (1:0) \| \| Zuschauer: 3.000 \| \| Schiedsrichter: Alfred Stair (Upton Park) \| \| Spielbericht \| | Oxford University AFC |
| Wanderers FC                                                  | Reginald Courtenay Welch – Leonard Howell – Edward Ernest Bowen – Charles Wollaston, Robert Kingsford, Alexander Bonsor, Captain William Kenyon-Slaney, Charles Meysey-Thompson, Julian Sturgis, Arthur Kinnaird, Rev. Henry Holmes Stewart | Andrew Leach – Charles Mackarness – Francis Birley – Charles Longman, Arnold Kirke-Smith, Walpole Vidal, Frederick Maddison, Cuthbert Ottaway, Harold Dixon, Walter Paton, John Robert Sumner        | Oxford University AFC |
| Wanderers FC                                                  | 1:0 Arthur Kinnaird (27.) 2:0 Charles Wollaston (80.) | | Oxford University AFC |
| Finale                                                        | | |                       |
| Samstag, 23. März 1873 um 11:30 Uhr in London (Lillie Bridge) | | |                       |
| Ergebnis: 2:0 (1:0)                                           | | |                       |
| Zuschauer: 3.000                                              | | |                       |
| Schiedsrichter: Alfred Stair (Upton Park)                     | | |                       |
| Spielbericht                                                  | | |                       |